# 河东乡 (德安县)
河东乡，是中华人民共和国江西省九江市德安县下辖的一个乡镇级行政单位。万家岭位于河东乡上畈村。

## 行政区划
河东乡下辖以下地区：
桥东社区、爱民社区、石桥村、河东村、上畈村和后田村。